# Musculus spinalis
De musculus spinalis of doornspier behoort tot de groep van de lange rechte rugspieren. Hij kan zelf onderverdeeld worden in drie aparte spiergroepen:
- Musculus spinalis thoracis[5]
- Musculus spinalis capitis[5]
- Musculus spinalis cervicis[5]

Ze heeft als functie bij een unilaterale contractie: ipsilaterale flexie van de wervelkolom. Bij een bilaterale contractie: retroflexie van de wervelzuil.